# Blackmore's Nights diskografi
Blackmore's Nights diskografi omfatter 10 sutdiealbums, 11 singler, 3 livealbums og ét opsamlingsalbum.
Blackmore's Night blev dannet i 1997 af den britiske guitarist Ritchie Blackmore og den amaerikanske sanger og musiker Candice Night. Duoen har haft en stor udskiftning af deres backingband. Gruppen har haft størst succes i Tyskland og Japan, hvor alle deres studiealbums har nået hitlisterne.
Gruppens debutalbum, Shadow of the Moon, udkom i 1997, og nåede hitlister i Tyskland og Japan. I 1999 udkom Under a Violet Moon, der ligeledes nåede hitlisterne i Tyskland og Japan. To år senere, i 2001, udkom Fires at Midnight, der også kom på hitlisterne i Storbritannien, Østrig og Schweiz. Ghost of a Rose fra 2003 kom som det første album på hitlisterne i Sverige og atter engang Schweiz. Efter at have udgivet albums hvert andet år udkom The Village Lanterne i 2006 og denne kom på samme hitlister som den foregående, og nåede også ind på hitlisten i Finland. I efteråret udkom gruppens første julealbum kaldet Winter Carols. Dette nåede kun Tyskland og Japans hitlister, ligesom alle de tidligere albums. I 2008 udkom Secret Voyage, der nåede ind på hitlister i Storbritannien,  Østrig, Schweiz, Sverige, Finland og Holland. Blackmore's Nights ottende studiealbum, Autumn Sky udkom i 2010 og var opkaldt efter parrets datter Autumn. Dancer and the Moon udkom i 2013 og kom på hitlisterne i en lang række lande. Gruppens seneste album udkom i 2015 under titlen All Our Yesterdays.

## Albums

### Studiealbum
| År                                       | Album detaljer                                                                    | Højeste hitlisteplacering | Højeste hitlisteplacering | Højeste hitlisteplacering | Højeste hitlisteplacering | Højeste hitlisteplacering | Højeste hitlisteplacering | Højeste hitlisteplacering | Højeste hitlisteplacering | Højeste hitlisteplacering |
| År                                       | Album detaljer                                                                    | UK                        | AUT                       | GER                       | SWI                       | SWE                       | FIN                       | NLD                       | US                        | JPN                       |
| ---------------------------------------- | --------------------------------------------------------------------------------- | ------------------------- | ------------------------- | ------------------------- | ------------------------- | ------------------------- | ------------------------- | ------------------------- | ------------------------- | ------------------------- |
| 1997                                     | Shadow of the Moon - Udgivet: 2. juni - Pladeselskab: Edel - Format:              | —                         | —                         | 25                        | —                         | —                         | —                         | —                         | ―                         | 11                        |
| 1999                                     | Under a Violet Moon - Udgivet: 13. juli - Pladeselskab: Edel - Format:            | —                         | —                         | 20                        | —                         | —                         | —                         | —                         | ―                         | 13                        |
| 2001                                     | Fires at Midnight - Udgivet: 10. juli - Pladeselskab: SPV - Format:               | 138                       | 32                        | 9                         | 81                        | —                         | —                         | —                         | ―                         | 20                        |
| 2003                                     | Ghost of a Rose - Udgivet: 17. juni - Pladeselskab: SPV - Format:                 | —                         | —                         | 11                        | 75                        | 39                        | —                         | —                         | ―                         | 77                        |
| 2006                                     | The Village Lanterne - Udgivet: 4. april - Pladeselskab: SPV - Format:            | —                         | —                         | 13                        | 67                        | 52                        | 33                        | —                         | ―                         | 32                        |
| 2006                                     | Winter Carols - Udgivet: 7. november - Pladeselskab: AFM/Locomotive - Format:     | —                         | —                         | 74                        | —                         | —                         | —                         | —                         | ―                         | 56                        |
| 2008                                     | Secret Voyage - Udgivet: 15. juli - Pladeselskab: SPV - Format:                   | 194                       | 40                        | 14                        | 67                        | 44                        | 38                        | 95                        | —                         | —                         |
| 2010                                     | Autumn Sky - Udgivet: 10. september 10 - Pladeselskab: Ariola/Spinefarm - Format: | —                         | 43                        | 15                        | 57                        | 36                        | 29                        | —                         | ―                         | 50                        |
| 2013                                     | Dancer and the Moon - Udgivet: 11. juni - Pladeselskab: Frontiers - Format:       | 83                        | 39                        | 13                        | 40                        | 22                        | 31                        | —                         | 189                       | 41                        |
| 2015                                     | All Our Yesterdays - Udgivet: 18. september - Pladeselskab: Frontiers - Format:   | 94                        | 48                        | 19                        | 64                        | ―                         | 39                        | 48                        | ―                         | 62                        |
| 2021                                     | Nature's Light - Udgivet: 12. marts - Pladeselskab: Edel                          | ―                         | 14                        | 7                         | 22                        | 10                        | ―                         | ―                         | 60                        | ―                         |
| "—" denotes releases that did not chart. |                                                                                   |                           |                           |                           |                           |                           |                           |                           |                           |                           |

### Livealbums
| År   | Album detaljer                                                                      | Hitlister | Hitlister | Hitlister |
| År   | Album detaljer                                                                      | GER       | JPN       |           |
| ---- | ----------------------------------------------------------------------------------- | --------- | --------- | --------- |
| 2002 | Past Times with Good Company - Udgivet: Oktober, 2002 - Pladeselskab: SPV - Format: | 62        | 95        |           |
| 2007 | Paris Moon - Udgivet: 6. november, 2007 - Pladeselskab: SPV - Format:               | 75        | —         |           |
| 2012 | A Knight In York - Udgivet: 2012 - Pladeselskab: Ariola/UDR Music - Format:         | 8         | —         |           |

### Opsamlingsalbum
| År   | Albumdetaljer |
| ---- | --- |
| 2001 | Minstrels And Ballads - Udgivet: 19. september 2001 - Pladeselskab: Canyon International - Format: CD                                          |
| 2003 | The Best Of - Udgivet: 2003 - Label: Edel Records - Format: CD                                                                                 |
| 2004 | Beyond the Sunset: The Romantic Collection - Udgivet: 14. september 2004 - Pladeselskab: SPV - Format: CD                                      |
| 2004 | All For One – The Finest Collection Of Blackmore's Night - Udgivet: 1. september 2004 - Pladeselskab: Yamaha Music Communications - Format: CD |
| 2012 | The Beginning - Udgivet: 12. december 2012 - Pladeselskab: UDR - Format: CD                                                                    |
| 2017 | To the Moon and Back: 20 Years and Beyond - Udgivet: 11. august 2017 - Pladeselskab: Minstrel Hall Music - Format: CD                          |

## Singler
| År   | Titel | Hitliste | Album                |   |
| År   | Titel | GER      | Album                |   |
| ---- | --- | -------- | -------------------- | - |
| 1997 | "Shadow of the Moon"                                                                                             | —        | Shadow of the Moon   |   |
| 1997 | "No Second Chance"                                                                                               | —        | Shadow of the Moon   |   |
| 1997 | "Wish You Were Here"                                                                                             | —        | Shadow of the Moon   |   |
| 2001 | "The Times They Are a Changin'"                                                                                  | —        | Fires at Midnight    |   |
| 2003 | "Home Again" | —        | Fires at Midnight    |   |
| 2003 | "Way to Mandalay"                                                                                                | —        | Ghost of a Rose      |   |
| 2004 | "All Because of You"                                                                                             | —        | Fires at Midnight    |   |
| 2005 | "I'll Be There (Just Call My Name)"                                                                              | 92       | The Village Lanterne |   |
| 2006 | "Christmas Eve"                                                                                                  | —        | Christmas Songs      |   |
| 2006 | "Olde Mill Inn"                                                                                                  | —        | The Village Lanterne |   |
| 2006 | "Streets of London"                                                                                              | —        | The Village Lanterne |   |
| 2006 | "Hark the Herald Angels Sing"                                                                                    | —        | Winter Carols        |   |
| 2008 | "Can't Help Falling in Love"                                                                                     | —        | Secret Voyage        |   |
| 2010 | "Highland" | —        | Autumn Sky           |   |
| 2010 | "Journeyman" | —        | Autumn Sky           |   |
| 2013 | "The Moon is Shining (Somewhere Over the Sea)"                                                                   | —        | Dancer and the Moon  |   |
| 2013 | "Dancer and the Moon"                                                                                            | —        | Dancer and the Moon  |   |
| 2015 | "All Our Yesterdays"                                                                                             | —        | All Our Yesterdays   |   |
| 2015 | "Will O' The Wisp"                                                                                               | —        | All Our Yesterdays   |   |
| 2020 | "Here We Come A-Caroling" (EP)                                                                                   | —        | N/A                  | — |
| 2023 | "Play Minstrel Play (25th Anniversary New Mix) feat. Ian Anderson/Greensleeves (25th Anniversary New Mix) " (EP) | —        | N/A                  |   |

## Live DVD'er
| År   | Album detaljer                                                              | Højeste hitlisteplacering | Højeste hitlisteplacering | Højeste hitlisteplacering | Højeste hitlisteplacering | Højeste hitlisteplacering | Højeste hitlisteplacering |
| År   | Album detaljer                                                              | UK                        | AUT                       | GER                       | SWE                       | ITA                       | JPN                       |
| ---- | --------------------------------------------------------------------------- | ------------------------- | ------------------------- | ------------------------- | ------------------------- | ------------------------- | ------------------------- |
| 2005 | Castles and Dreams - Udgivet: 30 May 2005 - Pladeselskab: SPV - Format:     | 23                        | 4                         | 3                         | 2                         | 8                         | 65                        |
| 2007 | Paris Moon - Udgivet: November 6, 2007 - Pladeselskab: SPV - Format:        | 26                        | —                         | —                         | 10                        | —                         | 120                       |
| 2012 | A Knight In York - Udgivet: 2012 - Pladeselskab: Ariola/UDR Music - Format: | —                         | —                         | 2                         | —                         | —                         | 92                        |
| 2012 | The Beginning - Udgivet: 2012 - Pladeselskab: EMI/Caroline - Format:        | —                         | —                         | —                         | —                         | —                         | —                         |

## Musikvideoer
- Shadow of the Moon (1997)
- No Second Chance (1997)
- Renaissance Faire (1997)
- The Times They Are a Changin' (2001)
- Hanging Tree (2001)
- Way to Mandalay (2003)
- Christmas Eve (2005)
- Once in a Million Years (2005)
- The Village Lanterne (2006)
- Olde Mill Inn (2006)
- Locked Within the Crystal Ball (2008)
- Highland (2010)
- Dancer and the Moon (2013)
- The Moon is Shining (Somewhere Over the Sea) (2013)
- All Our Yesterdays (2015)

## Live VHS
- Under a Violet Moon (2003)